# 北噪鸦
北噪鸦（英语：Siberian Jay）（学名：Perisoreus infaustus），是鸦科噪鸦属的一种，分布于乌克兰、拉脱维亚、挪威、波兰、哈萨克斯坦、爱沙尼亚、中国大陆、瑞典、白俄罗斯、芬兰、俄罗斯、斯洛伐克和蒙古国。该物种的保护状况被评为无危。
的平均体长30-31厘米，体重90-150克体重约为85.0克。栖息地包括温带森林和寒带森林，一般栖息于山坡稀疏松林间。该物种的模式产地在瑞典。
北噪鸦是一种体羽松软的灰色和棕色的噪鸦。尾甚短，后枕具短冠羽。头深褐，两翼、腰及尾缘棕色，前额羽簇皮黄。栖于森林。单独、成对或成小群活动。分布于斯堪的那维亚半岛、古北界北部及中国东北和西北。不常见于北方针叶林。

## 外形特征

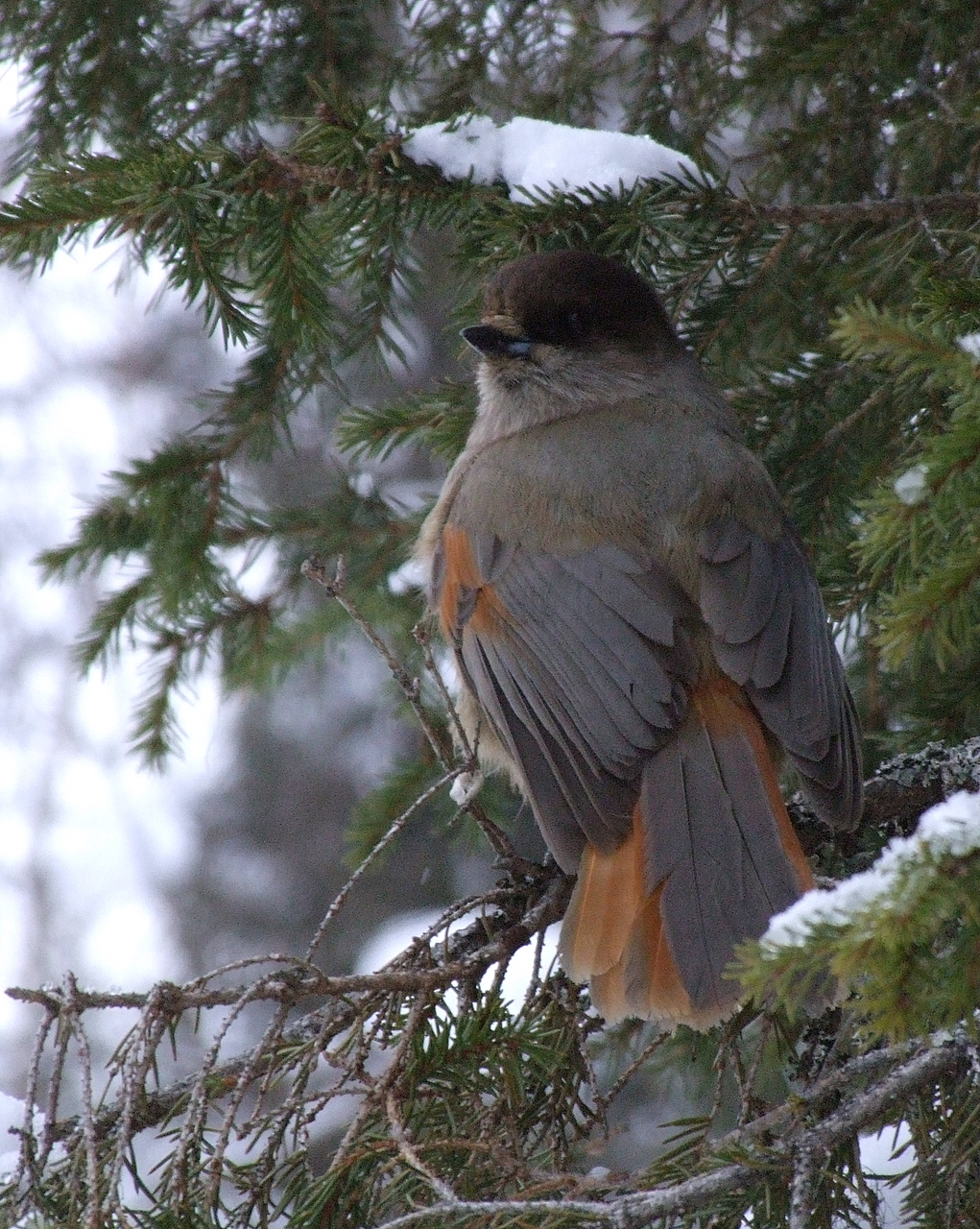
三月在芬兰拍摄到的北噪鸦

北噪鸦雄性成鸟：鼻须淡白沾黄。额基乌白色，额至后颈暗褐色；背、肩、腰橄榄棕褐色；尾上覆羽棕红沾橄榄褐色。小翼羽灰褐色；初级飞羽内翈褐色，第1-5枚初级飞羽外翈灰色沾棕，自第6枚始外翈基部栗色、羽端灰褐稍沾棕色；次级飞羽外翈灰褐色、近羽轴处染棕栗色；翅覆羽栗色，内翈端部具褐色近三角形块斑。中央尾羽基部栗色，余部灰褐色；外侧尾羽栗色。眼先、耳羽淡褐色。颏、喉烟灰色；胸、腹橄榄褐色沾棕；胁棕褐色；尾下覆羽棕红色沾褐；腋羽和翅下覆羽棕黄色。

## 生活习性
北噪鸦多活动于山坡稀疏松林间，单独、成对或成小群活动。该物种栖息于有云杉，松树和落叶松的森林，或有大树冠的森林边缘。绝大部分定居，有少部分的鸟类迁移，在冬天活动时间缩短为3或4个小时，完全用于觅食。连续数天在树上使用相同的位置睡眠。
北噪鸦是杂食性动物，吃各种植物，包括浆果和蘑菇，但主要食西伯利亚松树的种子，也吃昆虫，如甲虫、蛾类，小型无脊椎动物，居住在森林中的小型啮齿类动物，甚至小型鱼类。还掠夺其他鸟类巢中的卵。

## 繁殖

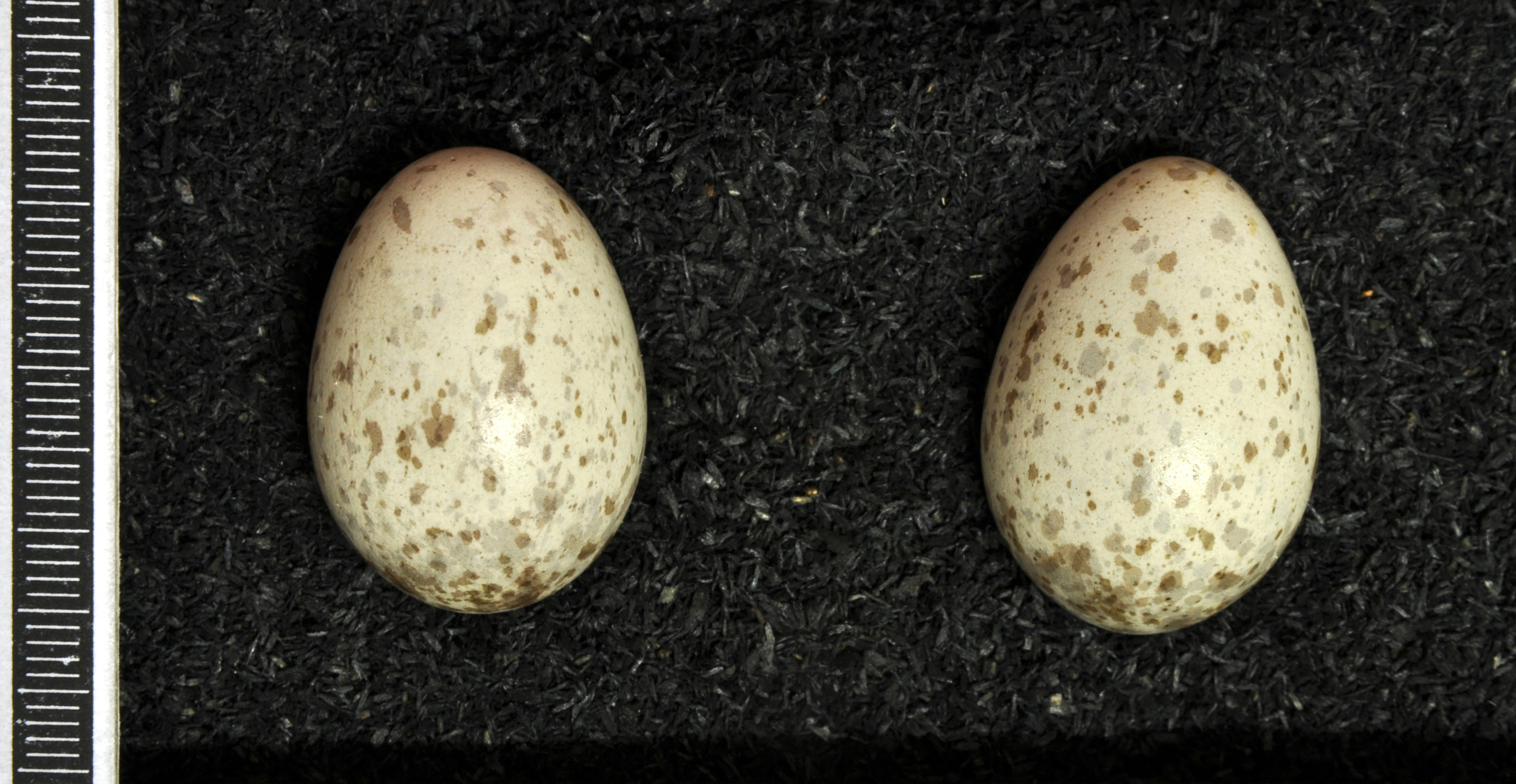
北噪鸦的卵

北噪鸦繁殖季节开始的很早，此时降雪仍然覆盖着地面。巢置于树上距地面约2米处。相当大，用多种材质筑成，包括树枝，烂木头，苔藓，地衣，蜘蛛茧和树皮组成，内部充满了许多羽毛。4月产卵，每巢产2至4枚，孵化19天，雏鸟孵化后约三个星期离巢。

## 亚种
- 约翰·弗里德里希·诺曼（德语：Johann Friedrich Naumann）所著的中欧鸟类的自然历史(Naturgeschichte der Vögel Mitteleuropas. Hrsg. 1897–1905)书中的插图北噪鸦东北亚种（学名：Perisoreus infaustus maritimus）。分布于西伯利亚以及中国大陆的东北、新疆等地。该物种的模式产地在西伯利亚东南部Camapra。[5]

|   | 中文名称           | 学 名                           |
| - | ------------------ | ------------------------------- |

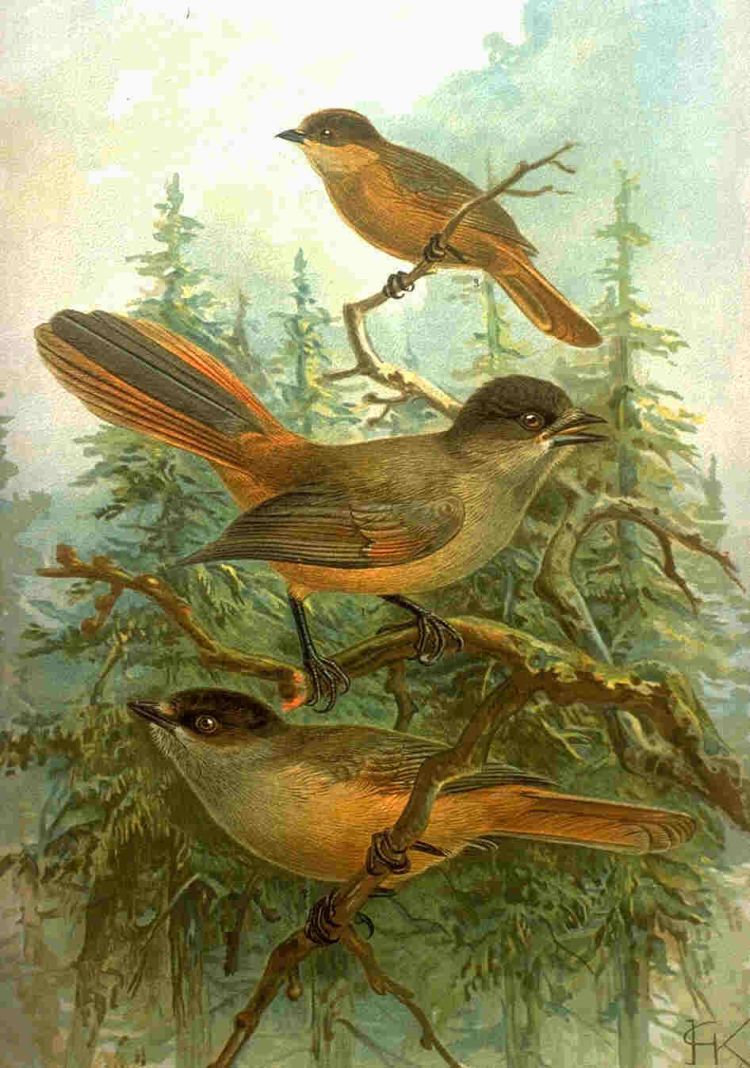
约翰·弗里德里希·诺曼所著的中欧鸟类的自然历史(Naturgeschichte der Vögel Mitteleuropas. Hrsg. 1897–1905)书中的插图

| 1 | 北噪鸦指名亚种     | Perisoreus infaustus infaustus  |
| 2 | 北噪鸦东北亚种     | Perisoreus infaustus maritimus  |
| 3 | 北噪鸦新疆亚种     | Perisoreus infaustus opicus     |
| 4 | 北噪鸦勒拿河亚种   | Perisoreus infaustus ostjakorum |
| 5 | 北噪鸦俄罗斯亚种   | Perisoreus infaustus ruthenus   |
| 6 | 北噪鸦蒙古亚种     | Perisoreus infaustus sibericus  |
| 7 | 北噪鸦西伯利亚亚种 | Perisoreus infaustus varnak     |
| 8 | 北噪鸦尼德兰亚种   | Perisoreus infaustus yakutensis |
| 9 | 北噪鸦萨哈林岛亚种 | Perisoreus infaustus tkatchenko |